# کریستین لیوا
کریستین لیوا (انگلیسی: Cristian Leiva؛ زادهٔ ۲۶ سپتامبر ۱۹۷۷) بازیکن فوتبال اهل آرژانتین است.
از باشگاه‌هایی که در آن بازی کرده‌است می‌توان به باشگاه فوتبال کروز آزول، باشگاه فوتبال بانفیلد، باشگاه فوتبال اندرلشت، باشگاه فوتبال گودوی کروز، باشگاه فوتبال آرسنال ساراندی، باشگاه فوتبال رویال شارلوا، باشگاه فوتبال جیمناسیا لاپلاتا، باشگاه ورزشی سن لورنسو آلماگرو، و باشگاه فوتبال اتلتیکو هوراکان اشاره کرد.